# Luna 1
Luna 1 bila je sovjetska svemirska sonda i prva svemirska letjelica koja je iz zemljine orbite odletjela u svemir. Lansirana je 2. siječnja 1959. ali je promašila Mjesec za 6000 km postavši tako prvom letjelicom ubačenom u stazu oko Sunca. Njezin cilj da se sruši na Mjesec je ostvarila Luna 2 13.9. 1959. Luna 1 je prva letjelica koja je uočila Sunčev vjetar i mjerila njegovu jačinu.
Luna 1 se i danas nalazi u orbiti oko Sunca, i to između Zemlje i Marsa (doduše, mnogo bliže Zemljinoj orbiti). Na toj se letjelici nalaze i grbovi Saveza Sovjetskih Socijalističkih Republika (SSSR-a), države koja je u međuvremenu prestala postojati. Lansiranje Lune 1 izvršeno je sa sovjetskog kozmodroma Bajkonur, koji se nalazi na području današnjeg Kazahstana. Prva američka letjelica koja je poslana u heliocentričnu orbitu bio je Pioneer 4, lansiran samo dva mjeseca nakon Lune 1. Radilo se o sovjetsko-američkoj utrci, u kojoj je SSSR, u slučaju Lune 1, uspio steći malu prednost.